# 22-Pistepirkko
22-Pistepirkko è un gruppo musicale garage rock e rock psichedelico finlandese formatosi nel 1980, ancora in attività.
I componenti del gruppo, tutti provenienti da Utajärvi, un piccolo centro nel nord della Finlandia, nel 1985 si spostano ad Helsinki dove cominciano a produrre le prime canzoni, prima in lingua finlandese e poi sempre più spesso in inglese.

## Discografia
- Piano, Rumpu ja Kukka (1984)
- The Kings of Hong Kong (1987)
- Bare Bone Nest (1989)
- Big Lupu (1992)
- Rumble City, LaLa Land (1994)
- Zipcode (1996)
- Eleven (1998)
- Downhill City (1999)
- Rally of Love (2001)
- The Nature of 22 Pistepirkko (2002)
- Drops & Kicks (2005)
- The Others aka 22PP: Monochromeset (2006)
- (Well You Know) Stuff Is Like We Yeah! (2008)
- Lime Green Delorean (2011)
- Kind Hearts Have a Run Run (2022)